# Hermione (frégate, 1804)
Pour les articles homonymes, voir Hermione et Hermione (navire).
 (février 2024).
L’Hermione était un navire de guerre français en service de 1804 à 1808. C'était une frégate de 40 canons de la classe Hortense. Commandée par la République italienne sous le nom République Italienne pour être offerte à la France, elle fut renommée Hermione le 26 décembre 1803. Elle fut lancée en décembre 1804.
Sous les ordres du capitaine  Jean-Michel Mahé (en), elle prit part à la bataille du cap Finisterre, à la bataille de Trafalgar et à la croisière de Lamellerie. L'Hermione s’échoua en août 1808 sur la roche du Trépied, devant la pointe du Toulinguet. L’épave a été découverte en 1972.